# Prochaetoderma
Prochaetoderma is een geslacht van schildvoetigen uit de  familie van de Prochaetodermatidae.

## Soorten
- Prochaetoderma arabicum Ivanov & Scheltema, 2002
- Prochaetoderma atlanticum Scheltema & Ivanov, 2000
- Prochaetoderma boucheti Scheltema & Ivanov, 2000
- Prochaetoderma gilrowei Ivanov & Scheltema, 2008
- Prochaetoderma iberogallicum Salvini-Plawen, 1999
- Prochaetoderma raduliferum (Kowalevsky, 1901)
- Prochaetoderma yongei Scheltema, 1985